# Annunziata (Belmonte Calabro)
Annunziata is een plaats (frazione) in de Italiaanse gemeente Belmonte Calabro.